# Thaïlande aux Jeux olympiques d'été de 2024
La Thaïlande participe aux Jeux olympiques de 2024 à Paris,. Il s'agit de sa 18e participation à des Jeux olympiques d'été.
L'athlète Puripol Boonson et la skateuse Vareeraya Sukasem sont nommés porte-drapeaux de la délégation en juillet 2024,.

## Nombre d’athlètes qualifiés par sport
Voici la liste des qualifiés et sélectionnés thaïlandaise par sport (remplaçants compris) :
| Sport                                 | Hommes | Femmes | Total |
| ------------------------------------- | ------ | ------ | ----- |
| Athlétisme                            | 1      | 1      | 2     |
| Aviron                                | 1      | -      | 1     |
| Badminton                             | 4      | 5      | 9     |
| Boxe                                  | 3      | 5      | 8     |
| Cyclisme                              | 3      | 1      | 4     |
| Équitation                            | -      | 1      | 1     |
| Golf                                  | 2      | 2      | 4     |
| Haltérophilie                         | 2      | 2      | 4     |
| Judo                                  | 1      | -      | 1     |
| Sports aquatiques • Natation sportive | 1      | 1      | 2     |
| Pentathlon moderne                    | 1      | -      | 1     |
| Skateboard                            | -      | 1      | 1     |
| Taekwondo                             | 1      | 2      | 3     |
| Tennis de table                       | -      | 3      | 3     |
| Tir                                   | 1      | 2      | 3     |
| Voile                                 | 2      | 2      | 4     |
| Total                                 | 23     | 28     | 51    |

## Bilan général
| Sport              | Médaille d'or, Jeux olympiques | Médaille d'argent, Jeux olympiques | Médaille de bronze, Jeux olympiques | Total | Rang pays |
| ------------------ | ------------------------------ | ---------------------------------- | ----------------------------------- | ----- | --------- |
| Athlétisme         |                                |                                    |                                     |       |           |
| Aviron             |                                |                                    |                                     |       |           |
| Badminton          |                                | 1                                  |                                     | 1     |           |
| Boxe               |                                |                                    | 1                                   | 1     |           |
| Cyclisme           |                                |                                    |                                     |       |           |
| Équitation         |                                |                                    |                                     |       |           |
| Golf               |                                |                                    |                                     |       |           |
| Haltérophilie      |                                | 2                                  | 1                                   | 3     |           |
| Judo               |                                |                                    |                                     |       |           |
| Natation           |                                |                                    |                                     |       |           |
| Pentathlon moderne |                                |                                    |                                     |       |           |
| Skateboard         |                                |                                    |                                     |       |           |
| Taekwondo          | 1                              |                                    |                                     | 1     |           |
| Tennis de table    |                                |                                    |                                     |       |           |
| Tir                |                                |                                    |                                     |       |           |
| Voile              |                                |                                    |                                     |       |           |
| Total              | 1                              | 3                                  | 2                                   | 6     |           |

| Jour       | Médaille d'or, Jeux olympiques | Médaille d'argent, Jeux olympiques | Médaille de bronze, Jeux olympiques | Total |
| ---------- | ------------------------------ | ---------------------------------- | ----------------------------------- | ----- |
| 26 juillet |                                |                                    |                                     |       |
| 27 juillet |                                |                                    |                                     |       |
| 28 juillet |                                |                                    |                                     |       |
| 29 juillet |                                |                                    |                                     |       |
| 30 juillet |                                |                                    |                                     |       |
| 31 juillet |                                |                                    |                                     |       |
| 1er août   |                                |                                    |                                     |       |
| 2 août     |                                |                                    |                                     |       |
| 3 août     |                                |                                    |                                     |       |
| 4 août     |                                |                                    |                                     |       |
| 5 août     |                                | 1                                  |                                     | 1     |
| 6 août     |                                |                                    |                                     |       |
| 7 août     | 1                              | 1                                  | 1                                   | 3     |
| 8 août     |                                | 1                                  |                                     | 1     |
| 9 août     |                                |                                    | 1                                   | 1     |
| 10 août    |                                |                                    |                                     |       |
| 11 août    |                                |                                    |                                     |       |
| Total      | 1                              | 3                                  | 2                                   | 6     |

| Sexe   | Médaille d'or, Jeux olympiques | Médaille d'argent, Jeux olympiques | Médaille de bronze, Jeux olympiques | Total |
| ------ | ------------------------------ | ---------------------------------- | ----------------------------------- | ----- |
| Hommes |                                | 3                                  |                                     | 3     |
| Femmes | 1                              |                                    | 2                                   | 3     |
| Mixte  |                                |                                    |                                     |       |
| Total  | 1                              | 3                                  | 2                                   | 6     |

## Médaillés
| Sport     | Discipline            | Athlète(s)             | Performance | Date        |
| --------- | --------------------- | ---------------------- | ----------- | ----------- |
| taekwondo | moins de 49 kg femmes | Panipak Wongpattanakit |             | 7 août 2024 |

| Sport         | Discipline            | Athlète(s)          | Performance | Date        |
| ------------- | --------------------- | ------------------- | ----------- | ----------- |
| Badminton     | Simple hommes         | Kunlavut Vitidsarn  |             | 5 août 2024 |
| haltérophilie | moins de 61 kg hommes | Theerapong Silachai |             | 7 août 2024 |
| haltérophilie | moins de 73 kg hommes | Weeraphon Wichuma   |             | 8 août 2024 |

| Sport         | Discipline            | Athlète(s)           | Performance | Date        |
| ------------- | --------------------- | -------------------- | ----------- | ----------- |
| haltérophilie | moins de 49 kg femmes | Surodchana Khambao   |             | 7 août 2024 |
| boxe          | moins de 66 kg femmes | Janjaem Suwannapheng |             | 9 août 2024 |

## Résultats

### Athlétisme

#### Hommes
| Athlète         | Épreuve | Tour préliminaire | Tour préliminaire | Premier tour | Premier tour | Demi-finales | Demi-finales | Finale  | Finale  |
| Athlète         | Épreuve | Temps             | Rang              | Temps        | Rang         | Temps        | Rang         | Temps   | Rang    |
| --------------- | ------- | ----------------- | ----------------- | ------------ | ------------ | ------------ | ------------ | ------- | ------- |
| Puripol Boonson | 100 m   | Exempté           | Exempté           | 10 s 13      | 3e           | 10 s 14      | 9e           | Eliminé | Eliminé |

#### Femmes
| Athlète          | Épreuve          | Qualification | Qualification | Finale      | Finale |
| Athlète          | Épreuve          | Performance   | Rang          | Performance | Rang   |
| ---------------- | ---------------- | ------------- | ------------- | ----------- | ------ |
| Subenrat Insaeng | Lancer du disque | m             | e             | m           | e      |

### Aviron
| Athlète                | Compétition | Série | Série | Repêchage | Repêchage | Quart de finale | Quart de finale | Demi-finale | Demi-finale | Finale | Finale |
| Athlète                | Compétition | Temps | Rang  | Temps     | Rang      | Temps           | Rang            | Temps       | Rang        | Temps  | Rang   |
| ---------------------- | ----------- | ----- | ----- | --------- | --------- | --------------- | --------------- | ----------- | ----------- | ------ | ------ |
| Premanut Wattananusith | Skiff       |       | e     |           | e         |                 | e               |             | e           |        | e      |

### Badminton
| Athlète                                        | Compétition   | Phase de groupes                           | Phase de groupes                                      | Phase de groupes                                  | Phase de groupes | 8e de finale                      | Quarts de finale                             | Demi-finales            | Finale / 3e place              | Finale / 3e place                  |
| Athlète                                        | Compétition   | Adversaire Score                           | Adversaire Score                                      | Adversaire Score                                  | Rang             | Adversaire Score                  | Adversaire Score                             | Adversaire Score        | Adversaire Score               | Rang                               |
| ---------------------------------------------- | ------------- | ------------------------------------------ | ----------------------------------------------------- | ------------------------------------------------- | ---------------- | --------------------------------- | -------------------------------------------- | ----------------------- | ------------------------------ | ---------------------------------- |
| Kunlavut Vitidsarn                             | Simple hommes | Bat Paul 21-9, 21-10                       | Bat Koljonen 21-4, 8-0, ab.                           | Non disputé                                       | 1er du gr. C     | Bat Nishimoto 16-21, 21-14, 21-12 | Bat Shi YQ 21-12, 21-10                      | Bat Lee ZJ 21-14, 21-15 | Battu par Axelsen 16-21, 15-21 | Médaille d'argent, Jeux olympiques |
| Ratchanok Intanon                              | Simple dames  | Bat Tan 21-8, 21-8                         | Bat Tai TY 21-19, 21-15                               | Non disputé                                       | 1re du gr. E     | Dispensée                         | Battue par Tunjung 23-25, 9-21               | Éliminée                | Éliminée                       | 5e                                 |
| Supanida Katethong                             | Simple dames  | Bat Vieira 21-16, 21-19                    | Bat Lo 21-14, 21-9                                    | Non disputé                                       | 1re du gr. D     | Battue par Yamaguchi 6-21, 13-21  | Éliminée                                     | Éliminée                | Éliminée                       | 9e                                 |
| Supak Jomkoh Kittinupong Kedren                | Double hommes | Battent C. Popov / T. Popov 21-14, 21-19   | Battent Král / Mendrek 21-10, 21-13                   | Battus par Kang M-h / Seo S-j 16-21, 15-21        | 2e du gr. B      | Non disputé                       | Battus par Lee / Wang 14-21, 17-21           | Éliminés                | Éliminés                       | 5e                                 |
| Jongkolphan Kititharakul Rawinda Prajongjai    | Double dames  | Battent Lambert / Tran 12-21, 21-13, 21-15 | Battues par Fruergaard / Thygesen 22-20, 21-23, 22-24 | Battues par Baek H-n / Lee Y. 9-21, 12-21         | 3e du gr. D      | Non disputé                       | Éliminées                                    | Éliminées               | Éliminées                      | 9e                                 |
| Dechapol Puavaranukroh Sapsiree Taerattanachai | Double mixte  | Battent Tabeling / Piek 21-14, 21-16       | Battent K. Mammeri / T. Mammeri 21-14, 21-9           | Battus par Seo S-j / Chae Y-j 16-21, 21-10, 15-21 | 2e du gr. B      | Non disputé                       | Battus par Watanabe / Higashino 21-23, 14-21 | Éliminés                | Éliminés                       | 5e                                 |

### Boxe
| Athlète           | Catégorie                | 1/16e de finale     | 1/8e de finale      | Quart de finale     | Demi-finale         | Finale              | Rang |
| Athlète           | Catégorie                | Adversaire Résultat | Adversaire Résultat | Adversaire Résultat | Adversaire Résultat | Adversaire Résultat | Rang |
| ----------------- | ------------------------ | ------------------- | ------------------- | ------------------- | ------------------- | ------------------- | ---- |
| Thitisan Panmod   | Poids mouches (-51 kg)   |                     |                     |                     |                     |                     | e    |
| Bunjong Sinsiri   | Poids légers (-63,5 kg)  |                     |                     |                     |                     |                     | e    |
| Weerapon Jongjoho | Poids mi-lourds (-80 kg) |                     |                     |                     |                     |                     | e    |

| athlète              | Catégorie              | 1/16e de finale     | 1/8e de finale      | Quart de finale     | Demi-finale         | Finale              | Rang |
| athlète              | Catégorie              | Adversaire Résultat | Adversaire Résultat | Adversaire Résultat | Adversaire Résultat | Adversaire Résultat | Rang |
| -------------------- | ---------------------- | ------------------- | ------------------- | ------------------- | ------------------- | ------------------- | ---- |
| Chuthamat Raksat     | Poids mouches (-50 kg) |                     |                     |                     |                     |                     | e    |
| Jutamas Jitpong      | Poids coqs (-54 kg)    |                     |                     |                     |                     |                     | e    |
| Thananya Somnuek     | Poids légers (-60 kg)  |                     |                     |                     |                     |                     | e    |
| Janjaem Suwannapheng | Poids welters (-66 kg) |                     |                     |                     |                     |                     | e    |
| Baison Manikon       | Poids moyens (-75 kg)  |                     |                     |                     |                     |                     | e    |

### Cyclisme

#### BMX
| Athlète          | Compétition | Quarts de finale | Quarts de finale | Quarts de finale | Quarts de finale | Quarts de finale | Repêchage | Repêchage | Demi-finales | Demi-finales | Demi-finales | Demi-finales | Demi-finales | Finale | Finale |
| Athlète          | Compétition | Manche 1         | Manche 2         | Manche 3         | Résultat         | Rang             | Temps     | Rang      | Manche 1     | Manche 2     | Manche 3     | Résultat     | Rang         | Temps  | Rang   |
| ---------------- | ----------- | ---------------- | ---------------- | ---------------- | ---------------- | ---------------- | --------- | --------- | ------------ | ------------ | ------------ | ------------ | ------------ | ------ | ------ |
| Komet Sukprasert | Hommes      | e                | e                | e                |                  | e                |           | e         | e            | e            | e            |              | e            |        | e      |

#### Piste
| Athlète           | Compétition                 | Qualification | Qualification | 32ème de finale          | Repêchages 1             | 16ème de finale          | Repêchages 2             | 8ème de finale           | Repêchages 3             | Quarts de finale         | Demi-finales             | Finale Match de classement | Finale Match de classement |
| Athlète           | Compétition                 | Temps Vitesse | Rang          | Adversaire Temps Vitesse | Adversaire Temps Vitesse | Adversaire Temps Vitesse | Adversaire Temps Vitesse | Adversaire Temps Vitesse | Adversaire Temps Vitesse | Adversaire Temps Vitesse | Adversaire Temps Vitesse | Adversaire Temps Vitesse   | Rang                       |
| ----------------- | --------------------------- | ------------- | ------------- | ------------------------ | ------------------------ | ------------------------ | ------------------------ | ------------------------ | ------------------------ | ------------------------ | ------------------------ | -------------------------- | -------------------------- |
| Jai Angsuthasawit | Vitesse individuelle hommes |               | e             |                          |                          |                          |                          |                          |                          |                          |                          |                            | e                          |

| Athlète           | Compétition | 1er tour | Repêchages | Quarts de finale | Demi-finales | Finale (1-6) ou classement (7-12) |
| Athlète           | Compétition | Rang     | Rang       | Rang             | Rang         | Rang                              |
| ----------------- | ----------- | -------- | ---------- | ---------------- | ------------ | --------------------------------- |
| Jai Angsuthasawit | Hommes      | e        | e          | e                | e            | e                                 |

#### Route
| Athlète                | Compétition     | Temps | Rang |
| ---------------------- | --------------- | ----- | ---- |
| Thanakhan Chaiyasombat | Course en ligne |       | e    |

| Athlète          | Compétition      | Temps | Rang |
| ---------------- | ---------------- | ----- | ---- |
| Phetdarin Somrat | Course en ligne  |       | e    |
| Phetdarin Somrat | Contre-la-montre |       | e    |

### Équitation
| Athlète                  | Cheval               | Compétition | Qualification | Qualification | Qualification | Qualification | Qualification | Finale    | Finale    | Finale    | Finale | Finale |
| Athlète                  | Cheval               | Compétition | Pénalités     | Pénalités     | Pénalités     | Temps         | Rang          | Pénalités | Pénalités | Pénalités | Temps  | Rang   |
| Athlète                  | Cheval               | Compétition | Saut          | Temps         | Total         | Temps         | Rang          | Saut      | Temps     | Total     | Temps  | Rang   |
| ------------------------ | -------------------- | ----------- | ------------- | ------------- | ------------- | ------------- | ------------- | --------- | --------- | --------- | ------ | ------ |
| Janakabhorn Karunayadhaj | Maxwin Kinmar Agalux | Individuel  |               |               |               |               | e             |           |           |           |        | e      |

### Golf
| Athlète              | Compétition       | Jour 1 | Jour 1 | Jour 2 | Jour 2 | Jour 2 | Jour 3 | Jour 3 | Jour 3 | Jour 4 | Jour 4 | Jour 4 |
| Athlète              | Compétition       | Score  | Rang   | Score  | Total  | Rang   | Score  | Total  | Rang   | Score  | Total  | Rang   |
| -------------------- | ----------------- | ------ | ------ | ------ | ------ | ------ | ------ | ------ | ------ | ------ | ------ | ------ |
| Kiradech Aphibarnrat | Épreuve masculine |        | e      |        |        | e      |        |        | e      |        |        | e      |
| Phachara Khongwatmai | Épreuve masculine |        | e      |        |        | e      |        |        | e      |        |        | e      |
| Atthaya Thitikul     | Épreuve féminine  |        | e      |        |        | e      |        |        | e      |        |        | e      |
| Patty Tavatanakit    | Épreuve féminine  |        | e      |        |        | e      |        |        | e      |        |        | e      |

### Haltérophilie
| Athlète             | Compétition    | Arraché  | Arraché | Épaulé-jeté | Épaulé-jeté | Total  | Rang |
| Athlète             | Compétition    | Résultat | Rang    | Résultat    | Rang        | Total  | Rang |
| ------------------- | -------------- | -------- | ------- | ----------- | ----------- | ------ | ---- |
| Theerapong Silachai | Moins de 61 kg | 132 kg   | e       | 172 kg      | e           | 304 kg | e    |
| Weeraphon Wichuma   | Moins de 73 kg | 148 kg   | e       | 198 kg      | e           | 346 kg | e    |

| Athlète             | Compétition    | Arraché  | Arraché | Épaulé-jeté | Épaulé-jeté | Total  | Rang |
| Athlète             | Compétition    | Résultat | Rang    | Résultat    | Rang        | Total  | Rang |
| ------------------- | -------------- | -------- | ------- | ----------- | ----------- | ------ | ---- |
| Surodchana Khambao  | Moins de 49 kg | 88 kg    | e       | 112 kg      | e           | 200 kg | e    |
| Duangaksorn Chaidee | Plus de 81 kg  | kg       | e       | kg          | e           | kg     | e    |

### Judo
| Athlète         | Compétition    | 1er tour            | 2e tour             | Quart de finale     | Demi-finale         | Repêchage           | Finale / CB         | Rang |
| Athlète         | Compétition    | Adversaire Résultat | Adversaire Résultat | Adversaire Résultat | Adversaire Résultat | Adversaire Résultat | Adversaire Résultat | Rang |
| --------------- | -------------- | ------------------- | ------------------- | ------------------- | ------------------- | ------------------- | ------------------- | ---- |
| Masayuki Terada | Moins de 73 kg |                     |                     |                     |                     |                     |                     | e    |

### Natation
| Athlète              | Épreuve          | Séries | Séries | Demi-finales | Demi-finales | Finale | Finale |
| Athlète              | Épreuve          | Temps  | Rang   | Temps        | Rang         | Temps  | Rang   |
| -------------------- | ---------------- | ------ | ------ | ------------ | ------------ | ------ | ------ |
| Dulyawat Kaewsriyong | 100 m nage libre |        | e      |              | e            |        | e      |

| Athlète          | Épreuve         | Séries | Séries | Demi-finales | Demi-finales | Finale | Finale |
| Athlète          | Épreuve         | Temps  | Rang   | Temps        | Rang         | Temps  | Rang   |
| ---------------- | --------------- | ------ | ------ | ------------ | ------------ | ------ | ------ |
| Jenjira Srisaard | 50 m nage libre |        | e      |              | e            |        | e      |

### Pentathlon moderne
| athlète        | Compétition | Qualifications Poule d'escrime | Qualifications Poule d'escrime | Demi-finale | Demi-finale | Demi-finale | Demi-finale | Demi-finale | Demi-finale | Demi-finale | Demi-finale | Demi-finale | Demi-finale | Demi-finale | Finale     | Finale     | Finale  | Finale  | Finale  | Finale  | Finale   | Finale   | Finale   | Finale    | Finale    | Finale    | Finale    | Total | Rang |
| athlète        | Compétition | Qualifications Poule d'escrime | Qualifications Poule d'escrime | Escrime     | Escrime     | Escrime     | Escrime     | Natation    | Natation    | Natation    | Laser-Run   | Laser-Run   | Laser-Run   | Laser-Run   | Equitation | Equitation | Escrime | Escrime | Escrime | Escrime | Natation | Natation | Natation | Laser-Run | Laser-Run | Laser-Run | Laser-Run | Total | Rang |
| athlète        | Compétition | Vict.                          | Points                         | Vict.       | BR          | Rang        | Points      | Temps       | Rang        | Points      | Hand.       | Temps       | Rang        | Points      | Rang       | Points     | Vict.   | BR      | Rang    | Points  | Temps    | Rang     | Points   | Hand.     | Temps     | Rang      | Points    | Total | Rang |
| -------------- | ----------- | ------------------------------ | ------------------------------ | ----------- | ----------- | ----------- | ----------- | ----------- | ----------- | ----------- | ----------- | ----------- | ----------- | ----------- | ---------- | ---------- | ------- | ------- | ------- | ------- | -------- | -------- | -------- | --------- | --------- | --------- | --------- | ----- | ---- |
| Phurit Yohuang | Hommes      |                                |                                |             |             | e           |             |             | e           |             |             |             | e           |             | e          |            |         |         | e       |         |          | e        |          |           |           | e         |           |       | e    |

### Skateboard
| Athlète           | Compétition | Qualifications | Qualifications | Qualifications | Qualifications | Qualifications | Qualifications | Qualifications | Qualifications | Qualifications | Finale | Finale | Finale | Finale | Finale | Finale | Finale | Finale | Finale |
| Athlète           | Compétition | Runs           | Runs           | Tricks         | Tricks         | Tricks         | Tricks         | Tricks         | Total          | Rang           | Runs   | Runs   | Tricks | Tricks | Tricks | Tricks | Tricks | Total  | Rang   |
| Athlète           | Compétition | 1              | 2              | 1              | 2              | 3              | 4              | 5              | Total          | Rang           | 1      | 2      | 1      | 2      | 3      | 4      | 5      | Total  | Rang   |
| ----------------- | ----------- | -------------- | -------------- | -------------- | -------------- | -------------- | -------------- | -------------- | -------------- | -------------- | ------ | ------ | ------ | ------ | ------ | ------ | ------ | ------ | ------ |
| Vareeraya Sukasem | Femmes      |                |                |                |                |                |                |                |                | e              |        |        |        |        |        |        |        |        | e      |

### Taekwondo
| Athlète            | Compétition    | Éliminatoires       | Quart de finale     | Demi-finale         | Repêchage           | Finale / CB         | Rang |
| Athlète            | Compétition    | Adversaire Résultat | Adversaire Résultat | Adversaire Résultat | Adversaire Résultat | Adversaire Résultat | Rang |
| ------------------ | -------------- | ------------------- | ------------------- | ------------------- | ------------------- | ------------------- | ---- |
| Banlung Tubtimdang | Moins de 68 kg |                     |                     |                     |                     |                     | e    |

| Athlète                | Compétition    | Éliminatoires       | Quart de finale     | Demi-finale         | Repêchage           | Finale / CB         | Rang |
| Athlète                | Compétition    | Adversaire Résultat | Adversaire Résultat | Adversaire Résultat | Adversaire Résultat | Adversaire Résultat | Rang |
| ---------------------- | -------------- | ------------------- | ------------------- | ------------------- | ------------------- | ------------------- | ---- |
| Panipak Wongpattanakit | Moins de 49 kg |                     |                     |                     |                     |                     | e    |
| Sasikarn Tongchan      | Moins de 67 kg |                     |                     |                     |                     |                     | e    |

### Tennis de table
| Athlète(s) (n° de tête de série)                             | Compétition | Tour préliminaire   | 1er tour            | 2e tour             | 3e tour             | 4e tour             | Quart de finale     | Demi-finale         | Finale / MB         | Rang |
| Athlète(s) (n° de tête de série)                             | Compétition | Adversaire(s) Score | Adversaire(s) Score | Adversaire(s) Score | Adversaire(s) Score | Adversaire(s) Score | Adversaire(s) Score | Adversaire(s) Score | Adversaire(s) Score | Rang |
| ------------------------------------------------------------ | ----------- | ------------------- | ------------------- | ------------------- | ------------------- | ------------------- | ------------------- | ------------------- | ------------------- | ---- |
| Suthasini Sawettabut (33)                                    | Simple      | Bajor               |                     |                     |                     |                     |                     |                     |                     | e    |
| Orawan Paranang (22)                                         | Simple      | Pesotska            |                     |                     |                     |                     |                     |                     |                     | e    |
| Suthasini Sawettabut Orawan Paranang Jinnipa Sawettabut (13) | Par équipes |                     |                     |                     |                     |                     |                     |                     |                     | e    |

### Tir
| Tireurs                 | Compétition                 | Qualification | Qualification | Finale | Finale |
| Tireurs                 | Compétition                 | Points        | Rang          | Points | Rang   |
| ----------------------- | --------------------------- | ------------- | ------------- | ------ | ------ |
| Thongphaphum Vongsukdee | Carabine à 50 m 3 positions |               | e             |        | e      |

| Tireuses              | Compétition                  | Qualification | Qualification | Finale | Finale |
| Tireuses              | Compétition                  | Points        | Rang          | Points | Rang   |
| --------------------- | ---------------------------- | ------------- | ------------- | ------ | ------ |
| Kamonlak Saencha      | Pistolet à 10 m air comprimé |               | e             |        | e      |
| Tanyaporn Prucksakorn | Pistolet à 25 m              |               | e             |        | e      |

### Voile
Nota : le résultat barré est le plus mauvais de l’athlète concerné. Il n’est pas pris en compte dans le total.
| athlète                | Compétition  | Régates | Régates | Régates | Régates | Régates | Régates | Régates | Régates | Régates | Régates | Régates     | Régates     | Régates | Total net | Classement |
| athlète                | Compétition  | 1       | 2       | 3       | 4       | 5       | 6       | 7       | 8       | 9       | 10      | 11          | 12          | CM      | Total net | Classement |
| ---------------------- | ------------ | ------- | ------- | ------- | ------- | ------- | ------- | ------- | ------- | ------- | ------- | ----------- | ----------- | ------- | --------- | ---------- |
| Arthit Mikhail Romanyk | Laser        |         |         |         |         |         |         |         |         |         |         | non disputé | non disputé |         |           | e          |
| Jonathan Weston        | Formula Kite |         |         |         |         |         |         |         |         |         |         |             |             |         |           | e          |

| athlète           | Compétition  | Régates | Régates | Régates | Régates | Régates | Régates | Régates | Régates | Régates | Régates | Régates     | Régates     | Régates | Total net | Classement |
| athlète           | Compétition  | 1       | 2       | 3       | 4       | 5       | 6       | 7       | 8       | 9       | 10      | 11          | 12          | CM      | Total net | Classement |
| ----------------- | ------------ | ------- | ------- | ------- | ------- | ------- | ------- | ------- | ------- | ------- | ------- | ----------- | ----------- | ------- | --------- | ---------- |
| Sophia Montgomery | Laser Radial |         |         |         |         |         |         |         |         |         |         | non disputé | non disputé |         |           | e          |
| Benyapa Jantawan  | Formula Kite |         |         |         |         |         |         |         |         |         |         |             |             |         |           | e          |